# Emmanuel Coulange-Lautrec
Pour les articles homonymes, voir Lautrec.
Emmanuel Coulange-Lautrec est un peintre français né le 1er janvier 1823 à Nîmes et mort dans la même ville le 19 août 1898.

## Biographie
Après des études d'architecture et de décoration à l'Académie de Marseille sous la direction de François Pierre Barry, Emmanuel Coulange-Lautrec expose dans le Sud de la France puis se rend à Paris où il expose au Salon de 1869 à 1876. Il voyage en Algérie et Tunisie. Sa monumentale Vue de la ville et des ports d'Alger, présentée au Salon de 1869, est acquise par l'État français. De retour à Marseille en 1877, il y enseigne la perspective, les arts industriels et décoratifs à l'École des beaux-arts. Il aura notamment pour élève le peintre Jean Roch Isnard.
Emmanuel Coulange-Lautrec est le père du peintre et affichiste Jules Coulange-Lautrec (1861-1950).
Il meurt d'une attaque d'apoplexie le 19 août 1898 à l'hôtel du Petit Saint-Jean de Nîmes.

## Œuvre
Représentant de l'École provençale, Emmanuel Coulange-Lautrec est également associé au courant orientaliste. Il réalise des compositions murales dans des églises, des hôtels particuliers et des châteaux du Midi, ainsi que de nombreux paysages de Provence et des natures mortes qui témoignent de son admiration pour les maîtres hollandais des XVIIe et XVIIIe siècles.

### Œuvres dans les collections publiques
États-Unis
- New York, Cooper Hewitt, Smithsonian Design Museum : Un fumoir Maure, 1856, aquarelle et gouache sur papier[9].

France
- Marseille :
  - musée de la Marine : Marseille, vue de Saint-Barthélemy, 1894, huile sur toile, 100 × 200 cm.
  - musée Regards de Provence: Pêcheurs dans les calanques, huile sur toile[10].
  - Église Saint-Mauron,  trois fresques du chœur illustrant  la vie de saint Mauront

Œuvres d'Emmanuel Coulange-Lautrec
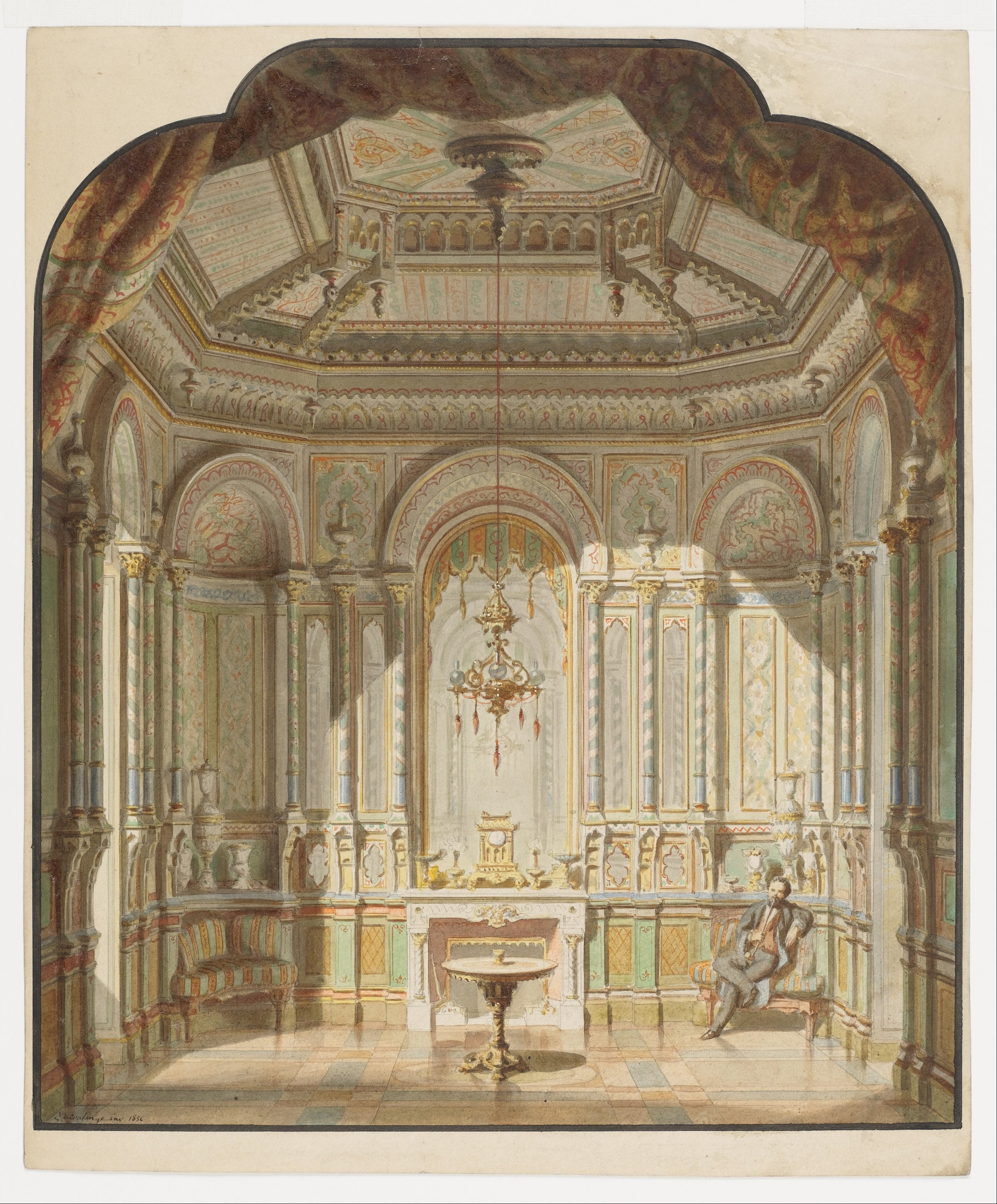
Un fumoir maure (1856), New York, Cooper–Hewitt, Smithsonian Design Museum.
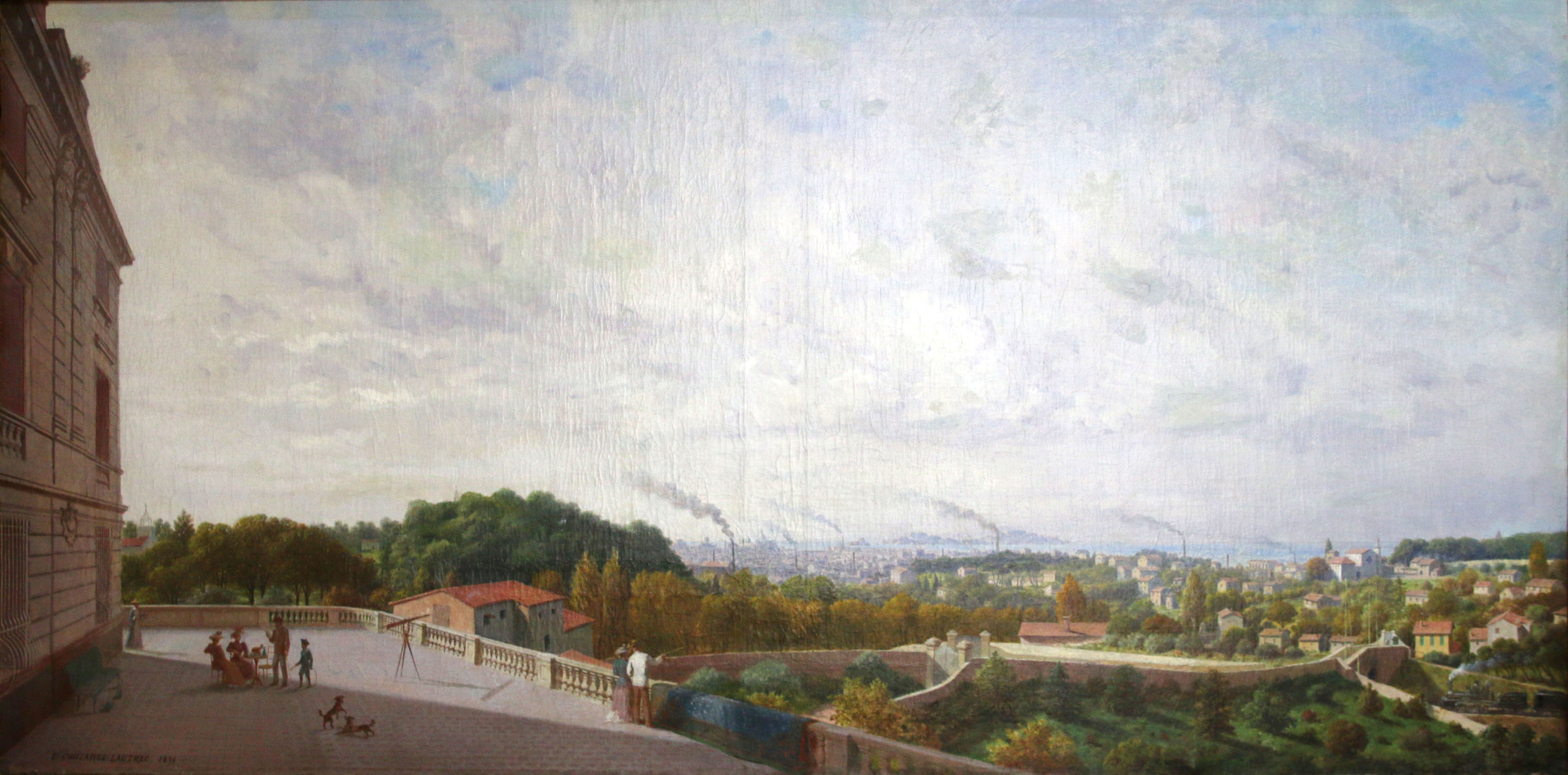
Marseille, vue de Saint-Barthélemy (1894), Marseille, musée de la Marine.